# Pieter Burman il Vecchio
Pieter Burman (o Burmann), latinizzato in Petrus Burmannus (Utrecht, 6 luglio 1668 – Leida, 31 marzo 1741), è stato un filologo classico olandese.
Viene chiamato il Vecchio per distinguerlo da suo nipote Pieter Burman il Giovane.

## Biografia
Figlio di Frans Burman I e Maria, figlia di Abraham Heidanus, all'età di tredici anni entrò all'università dove studiò con Graevius e Gronovius. Dedicò i suoi studi alle lingue classiche, e divenne particolarmente abile nella scrittura in lingua latina. Destinato alla professione legale, studiò alcuni anni legge. Per circa un anno studiò presso l'Università di Leida, con particolare attenzione alla filosofia e alla lingua greca. 
Al suo ritorno a Utrecht ottenne la laurea di dottore in legge (marzo 1688), e dopo aver viaggiato attraverso Svizzera e parte della Germania, iniziò la professione di avvocato, senza , tuttavia abbandonare gli studi classici. Nel dicembre 1691 venne nominato ricevitore delle decime originariamente versate al vescovo di Utrecht, e cinque anni dopo fu nominato alla cattedra di eloquenza e di storia. A questa cattedra fu presto aggiunto l'insegnamento della politica e della lingua greca. Nel 1714 fece un breve viaggio a Parigi e saccheggiò le librerie. L'anno successivo è stato nominato successore del celebre Perizonius, che aveva tenuto la cattedra di storia, lingua greca ed eloquenza a Leida. 
Successivamente fu nominato professore di storia per la Repubblica delle Sette Province Unite e nel 1724 divenne il IX bibliotecario della Biblioteca Universitaria di Leida. La sua numerosa produzione editoriale di opere critiche diffuse la sua fama di studioso in tutta Europa, e lo impegnò in molte delle dispute tempestose che erano così comuni a quei tempi tra gli uomini di lettere. Burman era piuttosto un compilatore che un critico; i suoi commenti mostrano apprendimento immenso e precisione, ma mancano di gusto e giudizio. Morì il 31 marzo 1741. 

## Opere

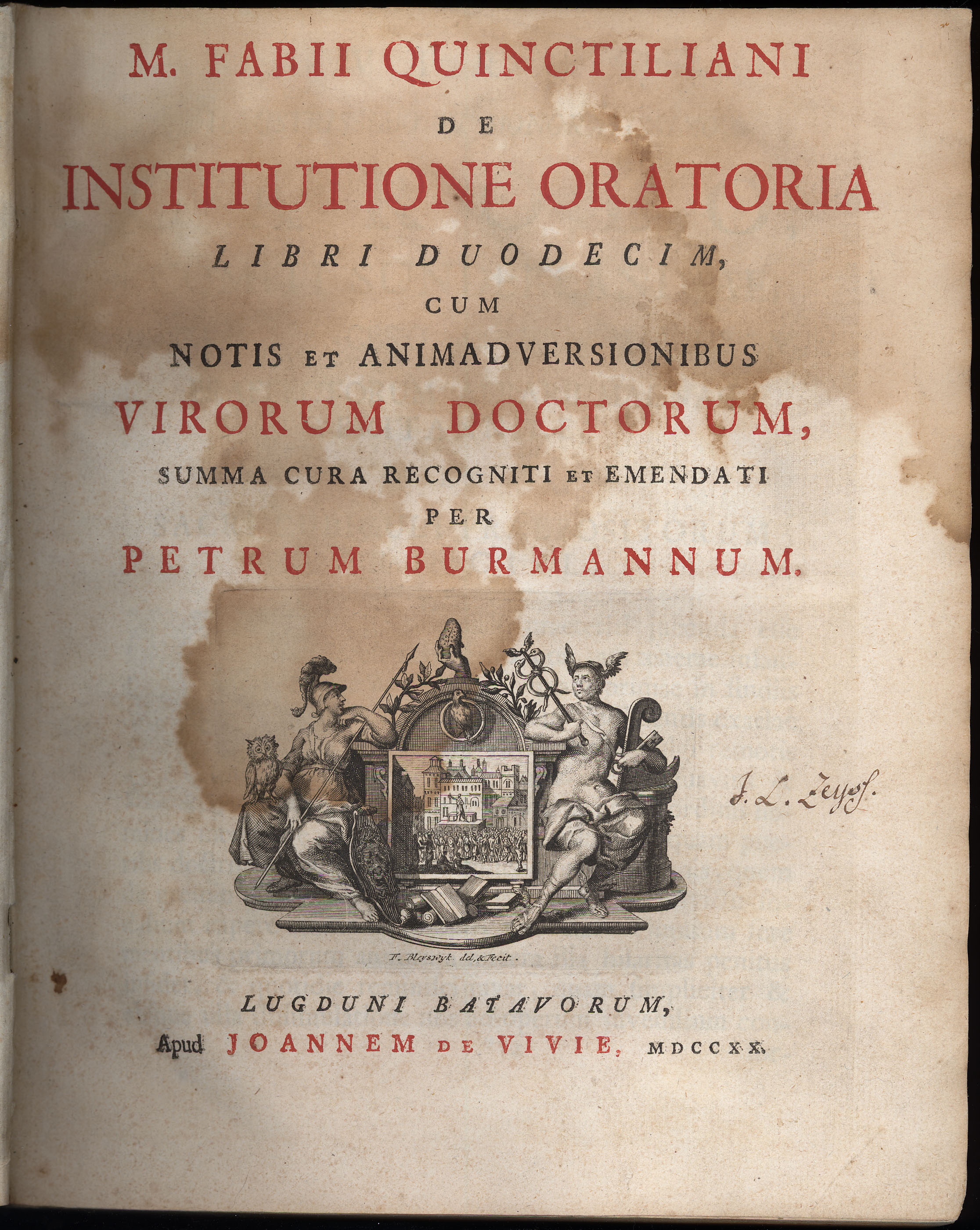
Frontespizio dell'edizione burmanniana della Institutio oratoria di Quintiliano (Leida 1720)

Burman realizzò delle edizioni dei seguenti autori classici:
- Fedro (1698)
- Orazio (1699)
- Valerio Flacco (1702)
- Petronio Arbitro (1709)
- Velleio Patercolo (1719)
- Quintiliano (1720)
- Marco Giuniano Giustino (1722)
- Ovidio (1727)
- Poetae Latini minores (1731)
- Vite dei Cesari di Svetonio (1736)
- Marco Anneo Lucano (1740)

Nel Satyricon di Petronio dimostrò che il materiale integrativo successivamente aggiunto al testo da François Nodot era in realtà un falso. 
Pubblicò un'edizione delle opere di George Buchanan, continuò quella delle opere maggiori di Graevius, Thesaurus Antiquitatum et Historiarum Italiae, e scrisse un trattato, De Vectigalibus Populi Romani (1694) e un breve manuale sulle antichità romane, Antiquitatum Romanarum Brevis Descriptio (1711). La sua Sylloge epistolarum a viris illustribus scriptarum (1725) contiene materiali biografici su diversi studiosi.
L'elenco delle sue opere occupa cinque pagine dell'Onomasticon di Christoph Gottlieb Saxe. Suoi poemi e orazioni vennero pubblicati dopo la sua morte. Un resoconto sulla sua vita  venne pubblicato nel Gentleman's Magazine di aprile (1742) da Samuel Johnson.